# Давидсон, Свен
Свен Виктор Давидсон (швед. Sven Viktor Davidson; 13 июля 1928, Бурос, Швеция — 28 мая 2008, Аркейдия, Калифорния, США) — шведский теннисист-любитель.
- Первый швед, выигравший турнир Большого шлема — чемпионат Франции 1957 года
- Победитель Уимблдонского турнира 1958 года в мужском парном разряде
- Член Международного зала теннисной славы с 2007 года

## Биография
Свен Давидсон родился в Буросе, недалеко от Гётеборга, и свои первые шаги в теннисе сделал в этом небольшом городе. Достаточно рано он познакомился с другим любителем тенниса Ульфом Шмидтом, вместе с которым они составляли костяк сборной Швеции в Кубке Дэвиса на протяжении больше чем десяти лет. За это время Давидсон провёл за сборную 85 игр и победил в 62 из них (39 побед и 14 поражений в одиночном и 23 победы и 9 поражений в парном разряде). По количеству побед в парном разряде он уже больше 50 лет остаётся рекордсменом сборной Швеции, опережая Шмидта и таких звёзд парной игры, как Юнас Бьоркман и Андерс Яррид.
С 1950 по 1960 год Давидсон выиграл более 30 любительских турниров в одиночном разряде. Он становился чемпионом Швеции на открытых (1960) и крытых кортах (1950), чемпионом Германии (1958), а также чемпионом Скандинавии (четыре раза), Франции (два раза) и США на крытых кортах. Однако наивысших своих достижений он добился в чемпионате Франции. В 1955 и 1956 году он дважды подряд проигрывал в финале этого турнира первым ракеткам планеты — сначала Тони Траберту, а затем Лью Хоуду. Однако после их ухода в профессиональный теннис он оказался сильнейшим в мире на грунтовых кортах и третий свой финал в 1957 году наконец выиграл, став первым в истории шведским теннисистом, выигравшим турнир Большого шлема. После этого он дошёл до полуфинала на Уимблдоне и чемпионате США и по итогам года был признан третьей ракеткой мира. На следующий год Давидсон завоевал свой второй титул на турнирах Большого шлема, победив с Ульфом Шмидтом в финале Уимблдонского турнира одну из сильнейших пар своего времени — Эшли Купера и Нила Фрейзера.
В 1968 году Давидсон, будучи членом правления Федерации тенниса Швеции, стал одним из авторов письма в Международную федерацию лаун-тенниса с требованием введения открытых теннисных турниров, в которых бы могли соревноваться вместе сильнейшие любители и профессионалы. В 1969 году он вместе с предпринимателем Хансом-Оке Стуреном стал организатором первого открытого теннисного турнира на шведской земле, который в настоящее время известен как Открытый чемпионат Стокгольма по теннису. В 1970-е годы он переехал с семьёй из Швеции, где к нему из-за его резких суждений и высокой требовательности к окружающим сложилось неоднозначное отношение, в Калифорнию. Он продолжал играть в теннис и тренировать молодых игроков даже после того, как ему исполнилось 70 лет, до того момента, когда у него развилась болезнь Альцгеймера. В 1978 году он выиграл турнир ветеранов на Уимблдоне, победив в финале Нила Фрейзера.
Свен Давидсон умер от пневмонии в возрасте 79 лет в 2008 году — менее чем через год после того, как стал членом Международного зала теннисной славы.

## Участие в финалах турниров Большого шлема за карьеру (4)

### Одиночный разряд (3)
| Результат | Год  | Турнир            | Соперник в финале | Счёт в финале      |
| --------- | ---- | ----------------- | ----------------- | ------------------ |
| Поражение | 1955 | Чемпионат Франции | Тони Траберт      | 6-2, 1-6, 4-6, 2-6 |
| Поражение | 1956 | Чемпионат Франции | Лью Хоуд          | 4-6, 6-8, 3-6      |
| Победа    | 1957 | Чемпионат Франции | Герберт Флам      | 6-4, 6-4, 6-4      |

### Парный разряд (1)
Победа (1)
| Год  | Турнир              | Партнёр    | Соперники в финале     | Счёт в финале |
| ---- | ------------------- | ---------- | ---------------------- | ------------- |
| 1958 | Уимблдонский турнир | Ульф Шмидт | Эшли Купер Нил Фрейзер | 6-4, 6-4, 8-6 |